# Gamma Velorum
Gamma Velorum (γ Velorum, förkortat Gamma Vel, γ Vel), som är stjärnans Bayer-beteckning,  är en multipelstjärna i den västra delen av stjärnbilden Seglet. Med skenbar magnitud 1,83 är den en av de ljusstarkaste stjärnorna på den södra stjärnhimlen. Den är också den närmaste och ljusstarkaste Wolf–Rayet-stjärnan. Baserat på parallaxmätningar i Hipparcos-uppdraget på 2,9 mas beräknas den befinna sig på ett avstånd av 336 parsek från solen. Den har egennamnen Suhail al Muhlif och på senare tider Regor, men inget av namnen har godkänts av den Internationella astronomiska unionen.

## Egenskaper
Gamma Velorum A är en spektroskopisk dubbelstjärna bestående av en blå superjätte av spektralklass O7.5 (~ 30 solmassor ) och en massiv Wolf-Rayet-stjärna (~ 9 solmassor , ursprungligen ~ 35 solmassor). Primärstjärnan har en radie som är ca 6 gånger större än solens och utsänder ca 170 000 gånger mera energi än solen från dess fotosfär vid en effektiv temperatur på ca 57 000 K.
Dubbelstjärnan har en omloppsperiod på 78,5 dygn och separation som varierar från 0,8 till 1,6 astronomiska enheter. Wolf-Rayet-stjärnan kommer sannolikt att avsluta sitt liv i en typ Ib supernovaexplosion och är en av de närmaste supernovakandidaterna från solen.
Wolf-Rayet-stjärnan har traditionellt betraktats som primärstjärna, eftersom dess emissionslinjer dominerar spektrumet, men O-stjärnan är visuellt ljusare och också mer lysande. För tydligheten refereras komponenterna ofta till WR och O.